# 理科
在汉语或漢字文化圈語境中，理科是指数学、物理、化學、大氣、生物、地球科學等与形式科學（数理逻辑）及自然科学相关學科的统称，有别于工科、技术。其對應概念為文科。此词适用于文理分科的制度，但是在西方科学的学术概念里并没有理科这一概念。因为科学哲学在知识论影响下，很难断定数学在科学里的本体。数学通常被归纳为形式科学而不同于物理、化學、生物等学科所属的自然科学，因为自然科学是遵循从观察或实验、提出假设、做出预计到检验假设的一套完整的方法所得出的有组织体系的知识理论。一般在西方术语中会将其称为“数学与自然科学”。

## 理科的分类

### 数学
- 算术
- 代数
- 集合论
- 函数论
- 数论
- 几何
- 三角学
- 数学分析
- 组合论
- 组合数学
- 统计学
- 拓扑学

### 天文學
- 天體生物學
- 天体物理学
  - 重力論
    - 黑洞

  - 星际物质
  - 直接數值模擬應用在
    - 天體等離子體
    - 星系形成和演化
    - 高能天文物理學
    - 磁性流體動力學
    - 恆星形成

  - 宇宙学
  - 恆星天文物理學
    - 日震學
    - 恆星演化論
    - 恆星核合成
- 观测天文学
  - γ射線天文學
  - 紅外線天文學
  - 微波天文學
  - 光學天文學
  - 無線電天文學
  - 紫外線天文學
  - X射线天文学

### 地球科學
- 地質學
- 地震學
- 地理學
- 大地測量學
- 地質材料力學
- 地球化學
- 地球物理
- 地球物理探勘

### 生物学
- 大氣生物學
- 解剖学
  - 比較解剖學
  - 人體解剖學
- 動物通訊
- 生物化学
- 生物信息学
- 生物物理学
- 植物学
- 细胞生物学
- 時間生物學
- 低温生物学
- 生态学
  - 人類生態學
  - 景观生态学
  - 森林生態學
- 內分泌學
- 昆虫学
- 生物學
- 遗传学
- 人體生物學
  - 人體解剖學
- 湖沼生物學
- 林奈氏分類學
- 海洋生物学
- 微生物学
- 分子生物学
- 真菌學
- 神经科学
- 鸟类学
- 古生物学
- 寄生虫学
- 病理学
- 藻类学
- 生理学
  - 人体生理学
  - 植物生理學
- 病毒学
  - 分子病毒學
  - 流行病毒學
- 动物学
  - 神秘動物學
  - 昆虫学
  - 爬蟲學
  - 鱼类学
  - 鳥卵學
  - 鳥類學
  - 靈長類動物學
  - 动物解剖学

可见: 人類學, 心理學

### 化學
- 分析化學
- 生物化学
- 材料科学
- 化學資訊學
- 计算化学
- 量子化学
- 無機化學
- 有机化学
- 物理化學
- 核化学
- 理論化學

### 物理学
- 力学
- 波動學
- 聲學
- 热力学
- 电磁学
- 电动力学
- 几何光学
- 物理光学
- 天文物理学
- 原子物理学
- 分子物理学
- 核物理
- 生物物理
- 理論物理
- 計算物理
- 凝聚態物理
- 量子物理
- 低溫物理學
- 流體物理
- 醫學物理
- 材料物理学
- 牛頓力學
- 量子光学
- 核子物理
- 電漿物理
- 粒子物理
- 车辆动力学
- 流體動力學
- 空气动力学
- 水動力學
- 非线性物理學

## 自然科学基本概念
- 基于发现的科学
- 经验证据
- 实验
- 假设
- 实验室
- 自然
- 奥卡姆剃刀
- 同行评审
- 物理定律
- 可重复性
- 科学证据
- 科学方法
- 科学理论
- 可检验性
- 宇宙
- 有效性
- 薩根標準
- 雙盲測試
- 随机对照试验